# Jeanne de Laval

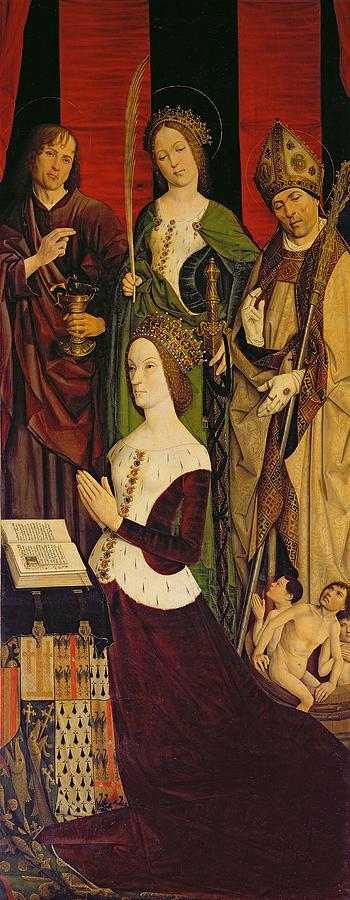
Jeanne de Laval (Nicolas Froment, rond 1476)

Jeanne de Laval (Auray, 10 november 1433 - Beaufort-en-Vallée, 19 december 1498) was de tweede echtgenote van René van Anjou (1409-1480).
Ze was de dochter van Isabelle van Bretagne en Guy XIV van Laval. Ze genoot een goede opleiding en was geletterd. Haar vader – een oude krijgsgenoot van Jeanne d’Arc en een vriend van koning Karel VII van Frankrijk – kon via zijn contacten een goed huwelijk voor zijn dochter bedingen. Op 10 september 1454 huwde Jeanne met René van Anjou en werd zo koningin van Napels en Sicilië, hertogin van Anjou en gravin van Provence. Er was een leeftijdsverschil van 24 jaar maar toch was er sprake van een liefdevol en evenwichtig huwelijk, dat evenwel kinderloos bleef. De echtelieden deelden een passie voor literatuur en poëzie. In 1480 werd Jeanne weduwe. Ze verloor daarna de meeste van haar bezittingen aan de kinderen uit het eerste huwelijk van haar echtgenoot. Jeanne verbleef meestal in de kastelen van Beaufort en Saumur en begiftigde de kloosters van Laval rijkelijk.